# Mario Prišć
Mario Prišć (Našice, 18 febbraio 1974) è un ex calciatore croato, di ruolo centrocampista.

## Palmarès

### Club

#### Competizione nazionale
- Coppa di Croazia: 3

Osijek: 1998-1999
Rijeka: 2004-2005, 2005-2006